# 日本アジア文化センター
株式会社日本アジア文化センター（にほんアジアぶんかセンター）とは、大阪市にある海外研修、海外留学を専門とする旅行会社である。

## 概要
留学や国際間におけるビジネスのコンサルティングを行っている。中でも中国をはじめとするBRICS、アジア圏を大きく扱う。企画には個人向けの語学留学、グループ向けツアータイプの語学研修を多く扱う。中国からは、現役大学生のインターンシップ生や留学生の受け入れを行っている。

## 沿革
- 1995年2月14日 - 中国アジアを専業とする留学エージェントとして会社設立。
- 1997年11月 - 全国大学生活協同組合連合会（大学生協）主催商品として、中国の国家重点大学である北京語言大学の現地手配業務を受託。
- 1998年11月 - JTBガイアレック（当時・JTB地球倶楽部関西）と共同で語学研修の商品造成を開始（2005年8月に提携を解消）。
- 1999年10月 - 大学生協より、語学研修、海外サプライヤー（研修分野）に承認される。
- 2003年6月 - JTBより、中国アジアを専業とする指定海外ランドオペレーター（海外研修分野）に第1号として承認される。
- 2003年11月 - TAOYA志摩（当時タラサ志摩ホテル&リゾート）に現役の上海大学学生をインターンシップ制度で、業界として初めて、受け入れ開始。
- 2004年11月 - 千趣会、JTBの三社共同企画で、中国、上海での中国語研修、企業実習（日本語コールセンター）を組み合わせたインターンシップ制度を使った留学プログラムをテスト導入。
- 2005年1月 - 西日本旅客鉄道と共同で2004年9月、ビザ免除となって以来業界として初めて、上海からの小中学生の団体中国からの修学旅行生の受け入れに成功。
- 2005年2月14日 - 創立10周年記念式典を挙行。
- 2005年7月5日 - 国土交通大臣（現観光庁長官）登録旅行業1751号、一般社団法人日本旅行業協会正会員。
- 2008年5月13日 - 中国の上海の国家重点大学である復旦大学日本入試センターとして承認される。
- 2010年2月14日 - 創立15周年記念式典を挙行。
- 2010年11月1日 - 格安航空会社対応、地方発着、羽田発対応の募集型企画旅行の語学留学の発表。
- 2012年10月1日 - 一般社団法人J-CROSS留学サービス審査機構の認証事業者として承認される。
- 2015年2月14日 - 創立20周年記念式典を挙行。
- 2016年1月21日 - 上海大学の教員一行のインバウンドを受託実施。
- 2016年11月29日 - 上海市民防弁公室幹部一行のインバウンドを受託実施。
- 2020年2月14日 - 創立25周年記念式典を挙行。